# Composer
Composerは、PHPプログラミング言語向けのソフトウェアおよび必要なライブラリの依存関係を管理する標準形式を提供するアプリケーションレベルのパッケージ管理システムである。 Nils AdermannとJordi Boggianoにより開発され、現在も両氏によってプロジェクトの管理が継続されている。両氏は2011年4月に開発を開始し、2012年3月1日に初めてリリースされた。Node.jsのnpmおよびRubyのbundlerから強い影響を受けている。
コマンドライン上で動作し、アプリケーションが依存するライブラリなどをインストールする。 また、利用可能なパッケージを含んでいるメインリポジトリ『Packagist』 で利用可能なPHPアプリケーションをインストールすることも可能であるほか、ライブラリ向けにサードパーティーのコードを容易に利用出来るオートロード情報を指定できる機能も提供されている。
また、Laravelを含めた有名なオープンソースのPHPプロジェクトの重要な機能の一部として利用されている。

## Composerに対応するフレームワーク
- Symfony バージョン 2 以降
- Laravel バージョン 4 以降
- CodeIgniter バージョン 3.0 以降
- CakePHP バージョン 3.0 以降
- FuelPHP バージョン 2.0 以降
- Drupal バージョン 8 以降
- Silex

## composer.json
Composerでクラスのオートローディングなどをするためには composer.json というファイルを記述しなければならない。以下の示すcomposer.jsonはPHPのPHP-FIGが提供しているコーディング規約「PSR-4」に準じたオートローディングをするためのファイルである。ユーザーは MyAppという名前空間を使ってコーディングしなければならない。
```
{

	
"autoload"
 
:
 
{

		
"psr-4"
 
:
 
{

			
"MyApp\\"
 
:
 
"folder/"

		
}

	
}

}

```

以下はサンプルコードである。
```
<?php

namespace
 
MyApp
;

class
 
ClassName

{
 
    
..

}

```